# Couvent du Val d'Osne
 (janvier 2022).
Si vous disposez d'ouvrages ou d'articles de référence ou si vous connaissez des sites web de qualité traitant du thème abordé ici, merci de compléter l'article en donnant les références utiles à sa vérifiabilité et en les liant à la section « Notes et références ».
Le couvent du Val d’Osne est un ancien monastère de bénédictines établi à partir de 1701 à Saint-Maurice sur le domaine du temple de Charenton démoli en 1685.

## Historique
Après la démolition du temple de Charenton à la suite de la révocation de l'édit de Nantes, les dépendances et terrains alentour comprenant le bâtiment du Consistoire, le cimetière et l’hôtel de la Rivière qui appartenait au maréchal de Schonberg, protestant exilé de France en conséquence de cette révocation, sont attribués aux Nouvelles Catholiques, œuvre qui avait pour mission de réunir et de soutenir les protestantes converties.
Un couvent de Bénédictines avait été créé en 1140  à Osne-le-Val sur le modèle de l’abbaye de Solesmes. Ses bâtiments reconstruits en 1642 avaient encore été dévastés quelques années plus tard aux passages de  troupes lorraines et françaises puis par des inondations. L’abbaye étant sur le territoire de l’évêché de Chalons, son évêque Louis-Antoine de Noailles, nommé ensuite archevêque de Paris en 1695 propose de transférer le couvent dans le domaine de l’ancien temple de Charenton. Ce transfert est accordé par l'édit de Fontainebleau du 30 octobre 1700.
Le domaine de l'ancien temple est vendu par la Communauté des Nouvelles catholiques pour 16 000 Livres à Henriette de Chauvirey, prieure de l’Abbaye du Val d’Osne. 27 religieuses professes et plusieurs converses s’installent dans les dépendances de l’ancien temple. Une première messe est célébrée par Louis-Antoine de Noailles dans bâtiment de l'ancien consistoire aux paroles « allons purifier le Temple du Seigneur et le restaurer ». Une donatrice, Élisabeth Le Lièvre, finance les travaux de construction du couvent et d’une église pour un montant de 60 000 Livres.
La première pierre de cette église, consacrée à Notre-Dame et à saint Robert, est posée le 29 mai 1703.
On y accédait par une voie disparue qui était située approximativement dans l'axe de l'actuelle impasse du Val-d'Osne rejoignant la place de l'église en passant à l'arrière des actuelles écoles et mairie et à l'intérieur du domaine de l'hôpital Esquirol.
Le couvent est fermé en 1790 et ses bâtiments sont vendus comme biens nationaux. Des entrepôts s’y établissent puis sont abandonnés et l'ancien couvent est totalement détruit.

## Souvenir de la communauté religieuse

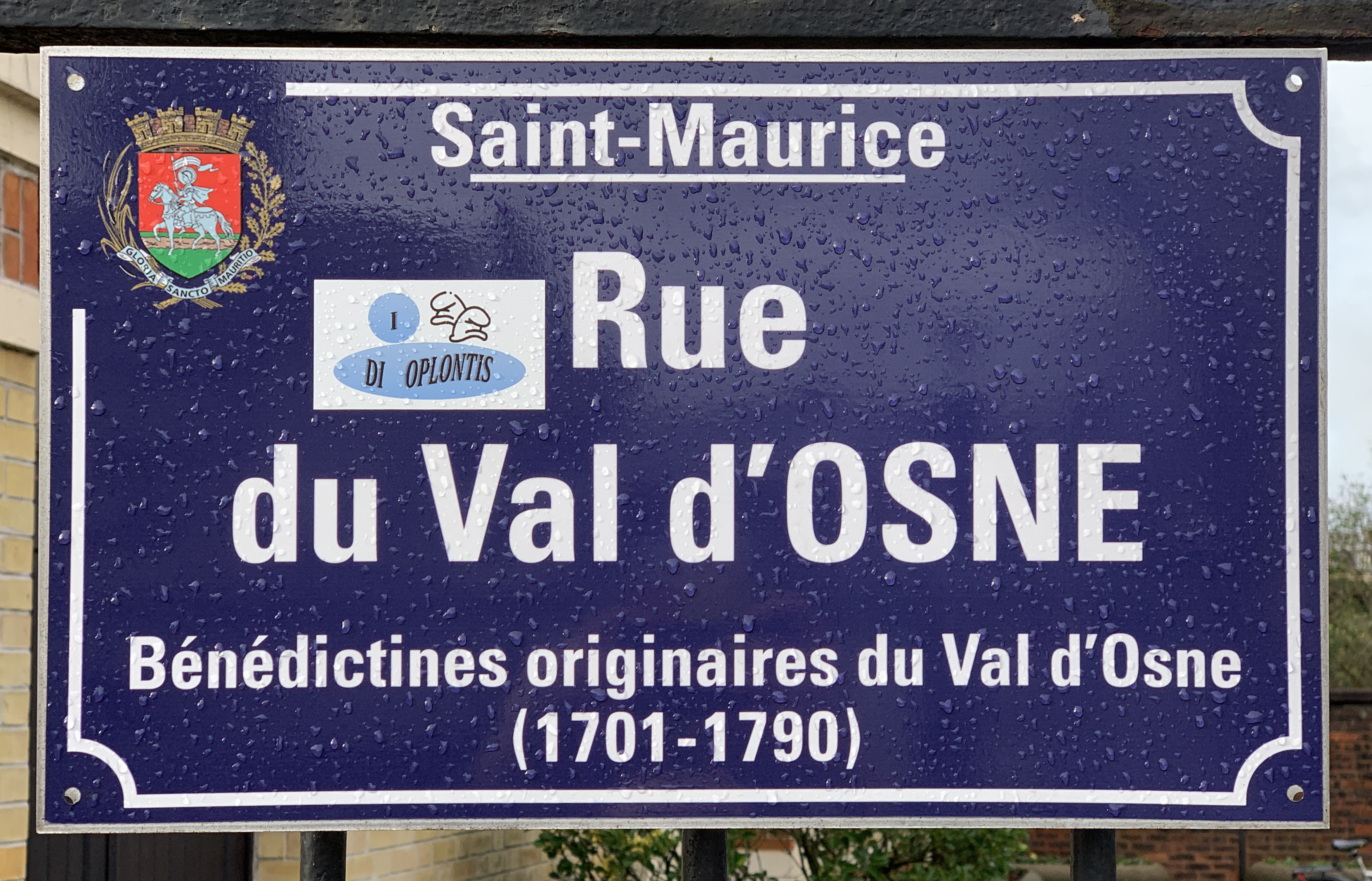
Plaque de rue

La rue du Val-d'Osne et l'impasse du Val-d'Osne en perpétuent le souvenir mais il n’en reste aucun vestige et nous n’en disposons d’aucune représentation.